# Rémi Cavagna
Rémi Cavagna (Clermont-Ferrand, 10 de agosto de 1995) es un ciclista francés, miembro del equipo Groupama-FDJ. Gran rodador, combativo, se destaca en la modalidad de contrarreloj.[cita requerida]

## Palmarés
2016
- 1 etapa de la Vuelta al Alentejo
- 1 etapa del Circuito de las Ardenas
- Tour de Berlín, más 1 etapa
- 1 etapa de la París-Arrás Tour
- 1 etapa de la Carrera de la Solidaridad y de los Campeones Olímpicos
- 3.º en el Campeonato Europeo Contrarreloj sub-23

2018
- A través de Flandes Occidental[2]

2019
- 1 etapa del Tour de California
- 1 etapa de la Vuelta a España

2020
- Faun-Ardèche Classic
- Campeonato de Francia Contrarreloj
- 2.º en el Campeonato Europeo Contrarreloj
- Premio de la combatividad de la Vuelta a España [3]

2021
- 1 etapa del Tour de Romandía
- Campeonato de Francia en Ruta
- 1 etapa del Tour de Polonia

2022
- 2.º en el Campeonato de Francia Contrarreloj

2023
- 2 etapas de la Settimana Coppi e Bartali
- Campeonato de Francia Contrarreloj
- Tour de Eslovaquia, más 1 etapa

## Resultados en Grandes Vueltas y Campeonatos del Mundo
| Carrera              | Carrera              | 2016 | 2017 | 2018  | 2019 | 2020  | 2021 | 2022  | 2023  | 2024 |
| -------------------- | -------------------- | ---- | ---- | ----- | ---- | ----- | ---- | ----- | ----- | ---- |
|                      | Giro de Italia       | —    | —    | 115.º | —    | —     | 68.º | —     | —     | —    |
|                      | Tour de Francia      | —    | —    | —     | —    | 113.º | —    | —     | 106.º | —    |
|                      | Vuelta a España      | —    | —    | —     | 52.º | 84.º  | —    | 104.º | —     | —    |
| Mundial en Ruta      | Mundial en Ruta      | —    | —    | —     | Ab.  | —     | Ab.  | —     | Ab.   | —    |
| Mundial Contrarreloj | Mundial Contrarreloj | —    | —    | —     | —    | 7.º   | 14.º | 11.º  | 25.º  | —    |

—: no participa

Ab.: abandono

## Equipos
- Klein Constantia (2016)
- Quick Step (2017-2023)
  - Quick-Step Floors (2017-2018)
  - Deceuninck-Quick Step (2019-2021)
  - Quick-Step Alpha Vinyl Team (2022)
  - Soudal Quick-Step (2023)
- Movistar Team (2024)
- Groupama-FDJ (2025-)